# El reñidero (película)
El reñidero es una película argentina en blanco y negro, que se estrenó el 13 de mayo de 1965, dirigida por René Mugica, protagonizada por Alfredo Alcón y Francisco Petrone, con guion de Sergio De Cecco sobre su obra teatral del mismo nombre.
La obra teatral había sido estrenada el 11 de enero de 1964 con buena acogida de la crítica y del público y desde entonces ha sido representada en numerosas oportunidades, incluso fuera de Argentina.
De Cecco tomó la tragedia de Electra, de Sófocles, como base de su obra y la ubicó en 1905 en el barrio de Palermo de la ciudad de Buenos Aires.
El reñidero –la pista de arena donde luchan los gallos de riña para distracción de los hombres– fue utilizado por el autor para graficar la realidad social de los guapos y gauchos de ese lugar, límite entre el mundo rural y la ciudad capital donde, según aparece retratado, la única ley respetada es el culto al coraje, un mundo en el cual, en definitiva, toda disputa se resuelva a punta de cuchillo.
La película es fiel a la obra original pero, según cuenta el director, cada cambio que se hacía era motivo de largas discusiones con De Cecco, lo que lo llevó a decidir que nunca más haría una película trabajando con el autor de la obra original.
Obtuvo el 3.º premio del Instituto de Cinematografía, para finalmente ser seleccionada como representante de su país en el Festival Internacional de Cine de Cannes (Francia).

## Reparto
- Alfredo Alcón: Orestes Morales (Orestes)
- Francisco Petrone: Pancho Morales (Agamenón)
- Jorge Salcedo: Santiago Soriano
- Lautaro Murúa: Vicente
- Francisco de Paula: diputado
- Fina Basser: Elena Morales (Electra)
- Myriam de Urquijo: Nélida Morales (Clitemnestra)
- Zelmar Gueñol: don Luciano
- Haydée Padilla: Teresa
- Milagros de la Vega: la vieja
- Lola Palombo: Lala
- Carlos Daniel Reyes: Zárate
- Rafael Diserio: hombre en velorio
- Rafael Chumbita: hombre en reñidero

## Sinopsis
Pancho Morales —que en la tragedia de Sófocles sería Agamenón— era uno de los individuos (en general con cuentas pendientes con la justicia), que estaban al servicio de los caudillos políticos para protegerlos e, incluso, para eliminar a sus adversarios. Nélida —Clitemnestra— es su esposa y sus hijos son Elena —Electra— y Orestes, el único que conserva el nombre clásico.
Además de la conflictiva social que presenta, en la obra existe un espeso sistema de relaciones de amor-odio que vincula a padres e hijos tomado directamente, claro está, de la obra de Sófocles, pero que De Cecco —a tono con el auge del psicoanálisis en los años sesenta— convierte aquí en un surtido muestrario de devociones filiales, rivalidades y mandatos insoslayables.
Las circunstancias del drama pesan por turno sobre una hija obstinada en vengar al padre, una esposa infiel y un hijo en plena lucha por encontrarse a sí mismo y dejar de vivir para cumplir mandatos ajenos.

## Producción

### El autor de la obra teatral
De Cecco se identificó —principalmente en El reñidero y en Capocómico— con la corriente de los «nuevos realistas» de los años sesenta, seguidores de los estadounidenses Arthur Miller y Tennessee Williams, integrada entre otros por
Roberto Cossa,
Germán Rozenmacher,
Carlos Somigliana,
Ricardo Halac,
Julio Mauricio y
Ricardo Talesnik.
Se trata de una corriente crítica hacia al menos tres direcciones fundamentales:

1) contra los anteriores modelos de escritura dramática: se plantearon llevar a la escena al hombre común argentino, en términos más realistas, más cercanos a la cotidianeidad, prescindiendo de la necesidad del personaje "optimista" y de la defensa del "triunfo final" propios del realismo socialista maniqueo.

2) contra los valores culturales de la clase media, principal consumidora del teatro nacional, a la que consideraban ignorante, hipócrita, violenta tras una apariencia de moderación, reaccionaria disfrazada de progresista y puesta al servicio de la defensa del statu quo de una sociedad objetable en muchos aspectos y

3) contra los patrones reaccionarios y el autoritarismo militar y conservador de ciertos sectores políticos nacionales, por lo cual en sus textos subyacía la necesidad de un cambio o, en los textos más radicalizados, de una revolución.

### El director
René Mugica fue un actor y director de cine argentino. Nació el 8 de agosto de 1909 y falleció el 3 de mayo de 1998.
En 1942 pasó a formar parte del equipo de Artistas Argentinos Asociados y allí comenzó su carrera como asistente de dirección. Actuó en
La guerra gaucha, Su mejor alumno, Todo un hombre, Pampa bárbara y Donde mueren las palabras mientras comenzó a aprender como ayudante y asistente de dirección, trabajando los mecanismos del rodaje junto a Lucas Demare y Carlos Rinaldi.
Su primera película como director fue El centroforward murió al amanecer en 1960 y representó a la Argentina en el Festival Internacional de Cine de Cannes en 1961.
Su mejor película fue Hombre de la esquina rosada, filmada en 1962 sobre el cuento de Jorge Luis Borges.

### Los intérpretes
Se había pensado que el personaje de Soriano fuera actuado por Rossano Brazzi pero se desistió porque el rodaje le hubiera retenido en el país para fin de año, por lo que se convocó para ello a Jorge Salcedo. Para el papel de Elena se barajaron varios nombres, entre ellos Bárbara Mugica (sobrina del director), Cipe Lincovsky y Élida Gay Palmer. René Mugica entonces toma una prueba a la actriz Fina Basser, esposa de Martín Rodríguez Mentasti, y la elige.
En la película trabaja también Haydée Padilla, que en ese momento era la esposa de Sergio de Cecco.

## Crítica
Para Manrupe y Portela, la película es una «fallida versión criolla del mito griego de Electra, poco valorada en la actualidad»
El crítico César Maranghello opinó que el director compensa errores del guion de El reñidero con un clima de seguro equilibrio, notable luminación de Ricardo Aranovich y sensibilidad en la compaginación.
Comentando el filme escribió el crítico Fernando Martín Peña:

La violencia de una riña de gallos aparece combinada con la de un duelo de guapos. Los movimientos de unos y otros son paralelos, y los dibujos trazados por el realizador evidencian una calculada coreografía entre los protagonistas de ambas riñas y la cámara.. La secuencia, desde luego, ilustra directamente la metáfora principal de la obra y además adelanta su estructura: una tensión sostenida dolorosamente hasta un final explosivo. Comienzan los títulos, cuya gráfica remite a los caracteres griegos aportando otro dato pertinente. Se hace de día, y ese primer contraste de luces y sombras se mantendrá durante todo el film. Finalmente la cámara se detiene en el cadáver de Pancho Morales, caído, agonizado y muerto sin recibir ayuda de nadie. Si el combate previo había informado su condición de guapo, este abandono da cuenta de su apreciación pública. Elocuencia visual. Síntesis. Sólo han transcurrido tres minutos del film. En ellos, sin una sola palabra, Mugica anuncia las características de la historia y, por lo tanto, se establece en narrador de la misma.

Se ha dicho que «En la confrontación con la tragedia clásica a la que a obra lo obliga, Mugica rehuyó impostaciones intelectuales y fue hacia una palpitación carnal, vibrante, sin eludir la coyuntura emocional que resultaría más estética que humana».
S. Horowitz consideró que «Hay seriedad en la forma en que está encarada la realización … aprisionado en lo frondoso del diálogo, privativo de la narrativa escénica, lo mismo que la unidad de tiempo y lugar».